# Sonchis
Sonchis (Egitto, ... – ...; fl. VI-VII secolo a.C.) è ritenuto essere il nome del sacerdote di Sais che istruì Solone durante il suo viaggio in Egitto.
Era infatti consuetudine dei filosofi (scienziati, matematici e mistici) delle scuole ateniesi recarsi nella terra dei Faraoni per ricevere insegnamenti dell'antica scienza.

In particolare Sonchis riveste una singolare importanza storica: sarebbe stato lui a narrare a Solone dell'esistenza di Atlantide, come riporta Platone nel Timeo richiamandosi al proprio ricordo di adolescente che udì lo zio Solone mentre raccontava a notabili ateniesi di quest'esperienza egizia. Questo passo nell'opera di Platone è considerato prezioso dai ricercatori del mitico continente perduto, in quanto unico documento storico che citi Atlantide.